# Molongum lucidum
Molongum lucidum är en oleanderväxtart som först beskrevs av Humboldt, Bonpland och Kunth, och fick sitt nu gällande namn av J.L. Zarucchi. Molongum lucidum ingår i släktet Molongum och familjen oleanderväxter. Inga underarter finns listade i Catalogue of Life.